# Sophie Karbjinski
Sophie Karbjinski (Berlín, 1995) es una actriz alemana, más conocida por interpretar a Emma Schubert en la serie A Gurls Wurld.

## Carrera
Sophie Karbjinski comenzó sus primeros años de experiencia en la actuación en series de televisión y largometrajes. Adquirió popularidad través de su papel protagónico como Emma Schubert en la serie de televisión "El Cibermundo de las Chicas" ("A Gurls Wurld"), filmando desde finales de 2008 a agosto de 2009 en Australia, Singapur y su natal Alemania. La serie salió al aire en Alemania en 2010.
Sophie Karbjinski toca el piano y la guitarra. Ha cantado como soprano en el coro de niños de la Staatsoper Unter den Linden en Berlín a los 6 años. También recibió una amplia formación en danza, canto y arte dramático en Friedrichstadt-Palast. A partir de los 6 años se formó y demostró su talento como bailarina de Ballet y más tarde también aprendió jazz. A pesar de esto, siempre fue consciente de que quería ser actriz y no bailarina, por lo que se unió a un curso para recibir clases de improvisación, clases de canto y entrenamiento de la voz. Más tarde también recibiría clases de actuación por parte de un profesor de la Academia de Arte Dramático "Ernst Busch" de Berlín.  En 2008, debió abandonar estas clases para volar Australia a filmar "A Gurls Wurld". Desde agosto de 2011, asiste al United World College (UWC) del Oeste Americano, ubicado en Nuevo México.

## Filmografía
- 2001: Ninas Geschichte
- 2001: Wie Feuer und Flamme
- 2003: Die Schönste aus Bitterfeld
- 2004: Deutsche Bahn - Hausaufgaben
- 2004–2005: Typisch Sophie
- 2006: Beutolomäus kommt zum Weihnachtsmann
- 2006–2009: Löwenzahn (2 episodios)
- 2007: Anja & Anton (Gastauftritt)
- 2008: Die 25. Stunde
- 2010: A Gurls Wurld
- 2011: Der verlorene Sohn[3]
- 2011: Heimkehr mit Hindernissen